# Ausibio di Soli
Ausibio di Soli (I secolo – Soli, 112) è stato un vescovo romano, venerato come santo dalla Chiesa cattolica.

## Biografia
Poco si conosce della vita di questo santo. Ausibio è il primo vescovo noto della diocesi di Soli, alla guida della prima comunità cristiana. Ausibio era nato nel I secolo da una famiglia nobile e ricevette una buona educazione, con l'obiettivo di diventare un funzionario governativo. Ma si convertì e venne battezzato dall'evangelista Marco e consacrato primo vescovo di Soli, in Cipro, dall'apostolo Paolo.
Condusse un episcopato tranquillo di circa 50 anni fino alla sua morte nel 112. Ad Ausibio succedette il discepolo omonimo Ausibio II, e poi il fratello Temistagora.

## Culto
Il giorno dedicato al santo è il 19 febbraio.